# تنظيم تقنية النانو

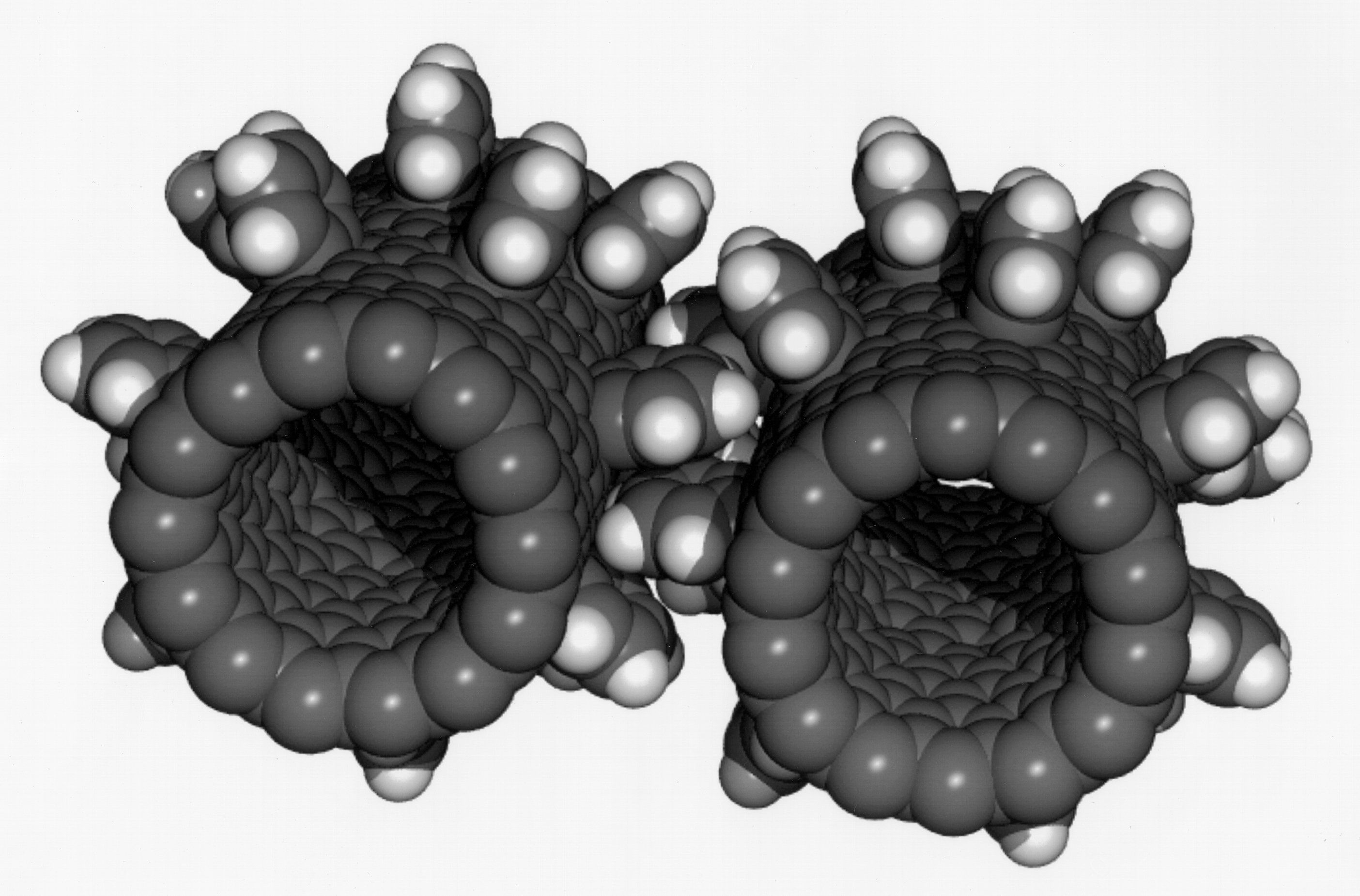
تروس نانوية من الفوليرين – محاكاة بحثية لمركز أميس التابع لناسا حول تطبيقات تكنولوجيا النانو في الأنظمة الذاتية الإصلاح.

 تنظيم تقنية النانو ان مسألة تنظيم مهم جدا بسبب الجدل المستمر بشأن الآثار المترتبة على تقنية النانو، وهناك جدل كبير فيما يتعلق بمسألة ما إذا كانت منتجات التقنية النانوية أو النانوتكنولوجيا القائمة على أساس الجدارة للتنظيم الحكومي. هذا النقاش هو متصل بالظروف التي هي ضرورية ومناسبة لتقييم المواد الجديدة قبل إطلاقها إلى السوق المجتمع البيئة.
ان تسمية تقنية النانو تستخدم على عدد متزايد من المنتجات المتاحة تجاريا من الجوارب والسراويل لمضارب التنس ومواد تنظيف الملابس الخ.ان ظهور مثل هذه التكنولوجيا النانوية والصناعات المصاحبة لها أثار دعوات لمشاركة المجتمع المدني وزيادة فعالية المنظمات الاهلية. ولكن هذه الدعوات في الوقت الحاضر قد لا تؤدي إلى مثل هذا التنظيم الشامل للإشراف على البحث والتطبيق التجاري لتكنولوجيا النانو أو وضع العلامات شاملة للمنتجات التي تحتوي على جسيمات نانوية أومشتقة من عمليات النانو وقد بدأت الهيئات الرقابية مثل وكالة حماية البيئة وإدارة الأغذية والعقاقير في الولايات المتحدة أو مديرية الصحة وحماية المستهلك في المفوضية الأوروبية في التعامل مع المخاطر المحتملة الناجمة عن الجسيمات النانوية. وحتى تثبت عدم وجود اخطار منها، لا لهندسة النانو ولا للمنتجات والمواد التي تحتوي عليها وتخضع لأية لائحة خاصة تتعلق الإنتاج.[بحاجة لمصدر]

## إدارة المخاطر: الإنسان والبيئة والصحة والسلامة
للمزيد من المعلومات: تأثيرات تقنية النانو وعلم السموم النانوي
تعد دراسة الآثار الصحية الناجمة عن الجسيمات المحمولة جوا هي أقرب شيء لدينا لأداة لتقييم المخاطر المحتملة على الصحة من جزيئات النانو الحرة، وعموما فقد أظهرت الدراسات انه كلما صغر التجزي للمادة كلما صارت أكثر سمية، ويرجع ذلك الي ان عدد الجزيئات يتزيد والحجم ينقص.
واستنادا إلى المعلومات المتاحة، فأن منهجيات تقييم المخاطر الحالية ليست مناسبة لتقييم المخاطر الناجمة عن جزيئات النانو ؛ على وجه الخصوص الأساليب القائمة علم السموم و علم السموم الإيكولوجية ليست على مستوى هذه المهمة، يجب أن يتم تقييم التعرض للجسيمات النانوية عن طريق كمية الجسيمات النانوية و / أو مساحة السطح بدلا من الكتلة، ان معدات الكشف الروتيني وقياس الجسيمات النانوية في الهواء والماء والتربة تعتبر غير ملائمة والقليل جدا هو المعروف عن الاستجابات الفسيولوجية للجسيمات النانوية.
ان الهيئات الرقابية في الولايات المتحدة وكذلك في الاتحاد الأوروبي توصلوا إلى احتمال وجود خطر جديد تماما من الجسيمات النانوية، وأنه من الضروري إجراء تحليل واسع للخطر في ذلك، ان التحدي للمنظمين هو ما إذا كان يمكن تطوير مصفوفة التي من شأنها أن تحديد الجسيمات النانوية وتركيباتها الأكثر تعقيدا مما يمكن أن يكون لها خصائص سامة أو ما إذا كان من الممكن فحص كل جسيم بشكل منفصل.

## الجانب أو الحكم الديمقراطي
- الحداثة
- الإطار التنظيمي الجديد، أو التكيف مع الترتيبات القائمة؟
- القانون الدولي

## الرد من قبل الحكومات
- المملكة المتحدة
- الولايات المتحدة الأمريكية
- كاليفورنيا
- الاتحاد الأوروبي

## الجوانب التقنية
- الحجم
- عتبات الشاملة